# Kainátový receptor

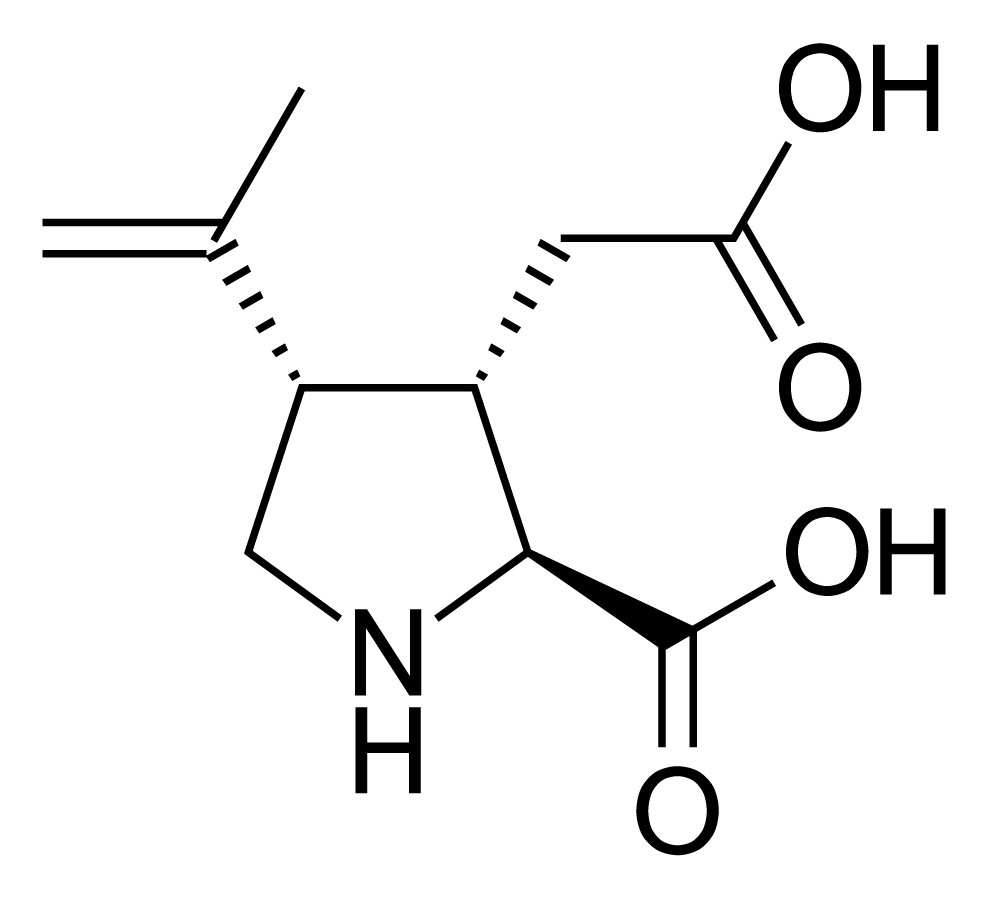
Kyselina kainová

Kyselina glutamová

Kainátové receptory (KARs), jsou ionotropní receptory , které reagují na neurotransmiter glutamát. Poprvé byly identifikovány jako samostatný typ receptoru prostřednictvím jejich selektivní aktivace agonisty kainátovu, léku poprvé izolovaného z červených řas Digenea simplex. Tradičně byly klasifikovány jako non-NMDA-typ receptor, spolu s AMPA receptorem. KARs, jsou méně prozkoumané než jiné ionotropní glutamátové receptory (AMPA a NMDA ) Postsynaptické kainátové receptory jsou zapojeny v excitační neurotransmisi. Presynaptický kainátové receptory byly zapojeny v inhibiční neurotransmisi tím, že modulují uvolňování inhibičního neurotransmiteru GABA prostřednictvím presynaptického mechanismu.

## Struktura
Existuje pět typů kainátových receptorových podjednotek, GluR5 (GRIK1), GluR6 (GRIK2), GluR7 (GRIK3), KA1 (GRIK4) a KA2 (GRIK5), které jsou podobné AMPA a NMDA receptorovým podjednotkám a mohou být uspořádány různými způsoby do  tetrameru GluR5-7 mohou tvořit homomery (GluR5) a heteromery ( se skládá z obou GluR5 a GluR6), nicméně, KA1 a KA2 může tvořit funkční receptory tak, pokud je složen z  GluR5-7 podjednotek. Od roku 2009 kainátové receptory podjednotky byly přejmenovány, aby odpovídaly názvu genu. Proto GluR5-7 jsou nyní GluK1-3 a KA1 a KA2 jsou GluK4 a GluK5, resp.

## Vedení signálu
Iontoový kanál je tvořen kainátovými receptory propustnými pro sodné a draselné ionty. Vodivost kainátových receptorů je srovantená s  AMPA kanály, na asi 20 pS. Nicméně, doba vzestupu a poklesu  pro postsynaptické potenciály generované KARs jsou pomalejší než u AMPA postsynaptickéýchpotenciálů. Jejich propustnost pro Ca2+ je obvykle velmi mírná, ale mění se dle podjednotky a RNA editace na vrcholu p smyčky.

## Funkce
Kainátové receptory vykonávají jak presynaptické a postsynaptické akce , i když mají poněkud omezenější distribuci v mozku než AMPA a NMDA receptory a jejich funkce je méně přesně určená. Kyselina kainová  vyvolává záchvaty, z části aktivací kainátových receptorů obsahující GluK2 podjednotku a také pravděpodobně přes AMPA receptory  Aktivace kainátových receptorů obsahující podjednotku GluK1 může také vyvolat epileptické záchvaty, přitom odstranění této podjednotky nesnižuje tendence k záchvatu ke kainátu  nebo  jiným záchvatovým modelům. Delece buď GluK1 nebo GluK2 nemění epileptogenezi nebo podobu záchvatu .